# Leucauge tessellata
Leucauge tessellata là một loài nhện trong họ Tetragnathidae.
Loài này thuộc chi Leucauge. Leucauge tessellata được miêu tả năm 1887 bởi Thorell.

## Hình ảnh

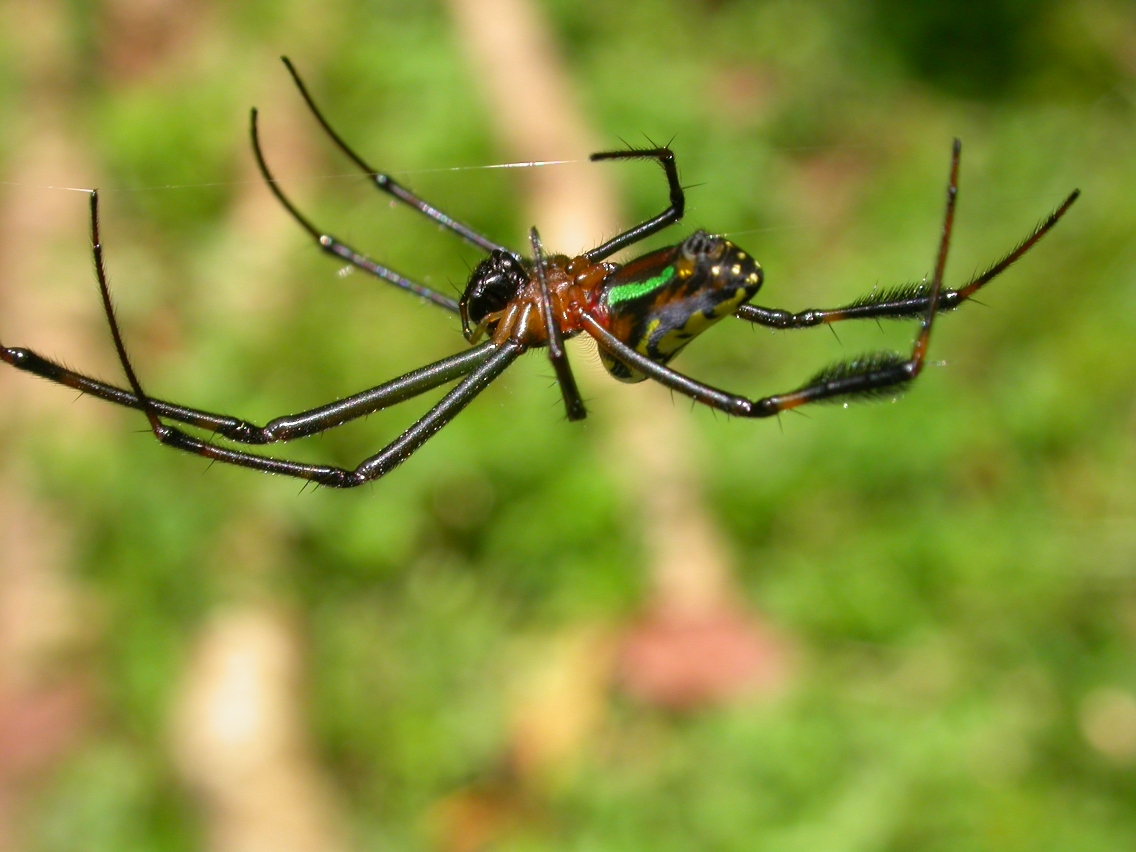